# Comparação dos objetos do universo

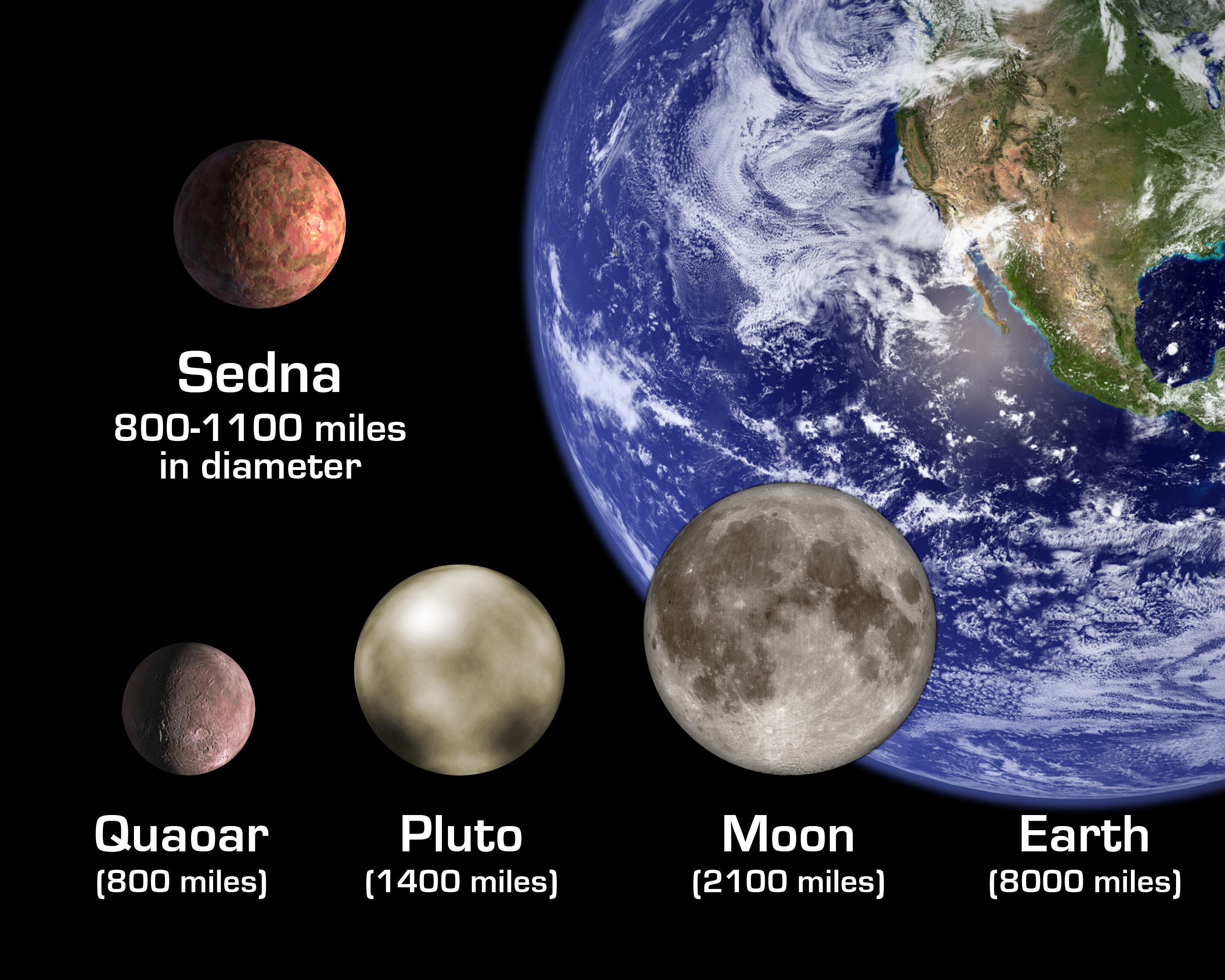
Comparação da Terra, da Lua e dos corpos menores

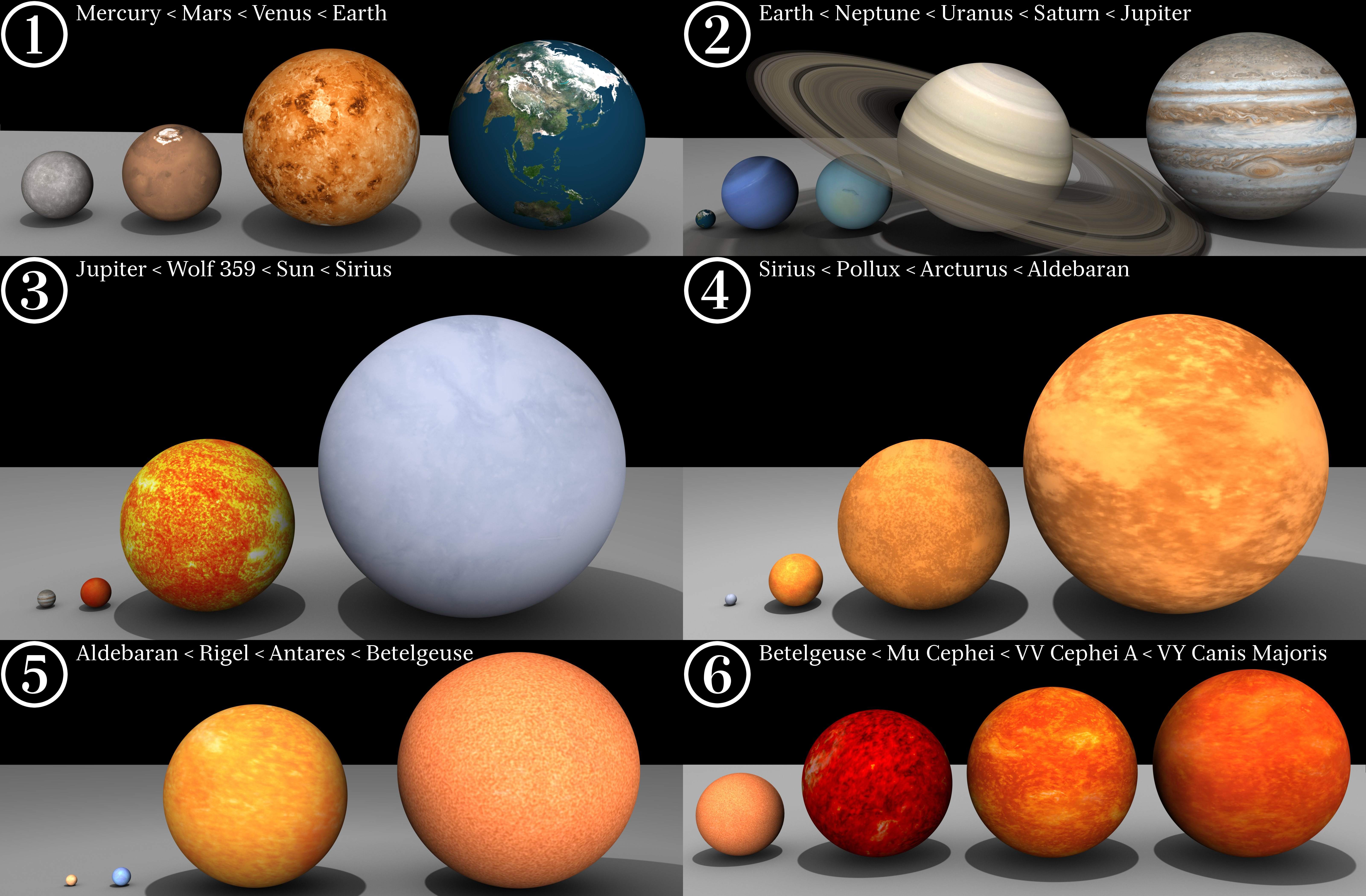
Dimensão relativa dos planetas do Sistema Solar e de várias outras estrelas conhecidas.

| Objetos           | km            |
| ----------------- | ------------- |
| Quaoar            | 1.250         |
| Sedna             | 1.700         |
| Plutão            | 2.315         |
| Éris              | 2.700         |
| Lua               | 3.475         |
| Mercúrio          | 4.880         |
| Marte             | 6.794         |
| Vênus             | 12.104        |
| Terra             | 12.756        |
| Sirius B          | 20.000        |
| Netuno            | 49.532        |
| Urano             | 51.118        |
| Gliese 229 B      | 115.000       |
| Saturno           | 120.536       |
| Júpiter           | 142.984       |
| Wolf 359          | 187.000       |
| trES-4            | 228.000       |
| Estrela de Luyten | 325.000       |
| Alfa Centauri B   | 988.000       |
| Sol               | 1.392.000     |
| Alfa Centauri A   | 1.527.000     |
| Sirius            | 2.506.000     |
| Vega              | 3.829.000     |
| Regulus           | 5.779.000     |
| Spica             | 9.640.000     |
| Pollux            | 11.140.000    |
| Arcturus          | 35.787.000    |
| Aldebaran         | 59.877.000    |
| Alnitak           | 83.550.000    |
| Rigel             | 97.475.000    |
| Gacrux            | 157.275.000   |
| LBV 1906 - 20     | 265.000.000   |
| Peneb             | 306.350.000   |
| La Superba        | 417.750.000   |
| Pistor Estelar    | 473.450.000   |
| Eta Carinae       | 557.000.000   |
| S Doradus         | 765.900.000   |
| Antares           | 974.750.000   |
| V382 Carinae      | 1.040.200.000 |
| V838 Monocerotis  | 1.114.000.000 |
| Betelgeuse        | 1.384.750.000 |
| Mu Cephei         | 1.977.350.000 |
| KY Cygni          | 2.004.700.000 |
| KW Sagitarii      | 2.032.300.000 |
| RW Cephei         | 2.067.860.000 |
| V354 Cephei       | 2.116.600.000 |
| V354 Cephei       | 2.116.000.000 |
| VV Cephei A       | 2.437.000.000 |
| Woh 664           | 2.785.000.000 |
| Woh G64           | 2.785.000.000 |
| VY Canis Majoris  | 3.663.000.000 |